# Manihi (Gemeinde)
Manihi ist eine Gemeinde im Tuamotu-Archipel in Französisch-Polynesien.
Die Gemeinde besteht aus 2 Atollen. Sie ist in 2 „Communes associées“ (Teilgemeinden) untergliedert. Der Hauptort der Gemeinde ist Manihi. Der Code INSEE der Gemeinde ist 98727. Die Postleitzahl ist 98771.

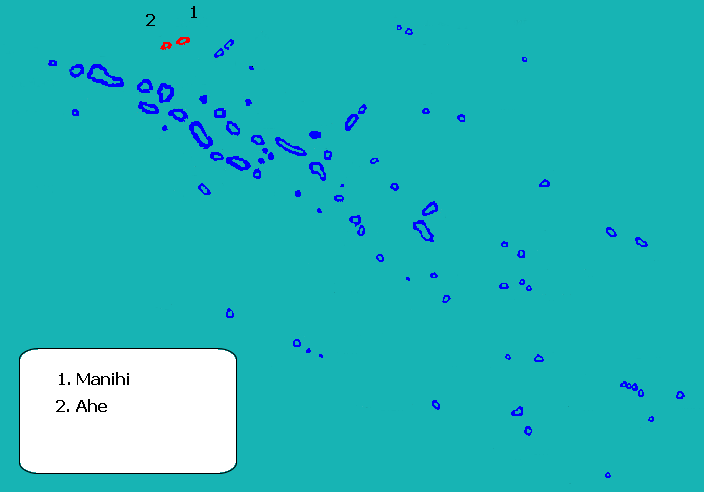
Position der Gemeinde Manihi

| Atoll oder Insel | Hauptdorf  | Einwohner 2022 | Landfläche (km2) | Lagune (km2) | Koordinaten           |
| ---------------- | ---------- | -------------- | ---------------- | ------------ | --------------------- |
| Manihi1          | Turipaoa   | 648            | 13               | 160          | 14° 27′ S, 146° 04′ W |
| Ahe1             | Tenukupara | 490            | 12               | 139          | 14° 29′ S, 146° 19′ W |
| Gemeinde Manihi  | Turipaoa   | 1138           | 25               | 299          |                       |

1 „Commune associée“ (Teilgemeinde)